# Kalanderleeuwerik
De kalanderleeuwerik (Melanocorypha calandra) is een vogel uit de familie van de leeuweriken (Alaudidae). De leeuwerik leeft op graslanden en graanvelden van Zuid-Europa tot in West-Azië.

## Kenmerken
De vogel is 17,5 tot 20 cm lang. Het is een nogal groot soort leeuwerik met een forse, hoornkleurige snavel. De vogel lijkt sterk op de bergkalanderleeuwerik die iets kleiner is. De vogel is bruingrijs van boven en lichtgrijs tot wit van onder. Kenmerkend zijn een compacte, zwarte vlek op de zijkant van de borst, de donkere ondervleugel en de witte eindrand van de armpennen van de vleugels. Net als de bergkalanderleeuwerik heeft de vogel een lichte wenkbrauwstreep, maar de donkere oogstreep eronder ontbreekt.

## Zang
De zang van de leeuwerik lijkt op die van de veldleeuwerik maar is langzamer. De vogel werd als kooivogel gehouden vanwege zijn zang. De vogel zingt in de vlucht of vanaf de grond, vermengd met een gewone roep en imiteert voortdurend allerlei vogels.

## Broeden
De vier à vijf bruingespikkelde eieren in een kommetje op de grond worden in 16 dagen door het vrouwtje uitgebroed. De jongen blijven 10 dagen in het nest, later vliegen ze uit.

## Voeding
Deze soort voedert zijn jongen op de grond. In de winter eten ze zaden en plantaardige voeding, in de broedtijd eten ze insecten.

## Verspreiding en leefgebied
Deze soort broedt in gebieden rond de Middellandse Zee, oostwaarts van Turkije tot in noorden van Iran en het zuiden van Rusland. De kalanderleeuweriken die in het noorden leven (Rusland) trekken 's winters naar zuidelijke landen, deze trek reikt tot het Arabisch Schiereiland en Egypte. De rest is overwegend standvogel. Het leefgebied bestaat uit open agrarisch gebied en natuurlijk steppelandschap.
De soort telt vier ondersoorten:
- M. c. calandra: van zuidelijk Europa en noordwestelijk Afrika tot Turkije (behalve het zuidelijk deel van Centraal-en zuidoostelijk), de Zuidelijke Kaukasus en noordwestelijk Iran.
- M. c. psammochroa: van noordelijk Irak en noordelijk Iran tot Turkmenistan en Kazachstan.
- M. c. gaza: van oostelijk Syrië en zuidoostelijk Turkije tot zuidwestelijk Iran.
- M. c. hebraica: van het zuidelijk deel van Centraal-Turkije en noordwestelijk Syrië tot Israël en westelijk Jordanië.

### Voorkomen in West-Europa
Het is een zeldzame dwaalgast in West-Europa. Er zijn waarnemingen op de Britse Eilanden. In Nederland zijn twee bevestigde waarnemingen van voor 2000 en vier tussen 2000 en 2021.

## Status
De vogel heeft een zeer groot verspreidingsgebied en daardoor alleen al is de kans op de status kwetsbaar (voor uitsterven) gering. De grootte van de populatie werd in 2015 geschat tussen de 45 en 100 miljoen volwassen individuen. De kalanderleeuwerik gaat in aantal achteruit door versnippering van de leefgebieden. Echter, het tempo ligt onder de 30% in tien jaar (minder dan 3,5% per jaar). Om deze redenen staat deze leeuwerik als niet bedreigd op de Rode Lijst van de IUCN.